# Bamendjing-Reservoir
Das Bamendjing-Reservoir ist ein Stausee in Kamerun.

## Lage
Der Noun wird in seinem Oberlauf im Bamendjing-Reservoir aufgestaut. Es hat ein Speichervolumen von 1.850 Millionen m³.
Der stark verzweigte See befindet sich auf 1150 Höhenmetern auf der Grenze zwischen den Regionen Nord-Ouest und Ouest. Er hat eine maximale Länge und Breite von 32 und 27 Kilometern.

## Abflussmanagement
Bedingt durch die starken jahreszeitlichen Abflussschwankungen des Sanaga (Faktor 10), wurde im System des größten Flusses Kameruns eine Kombination von Reservoirs angelegt. Der Mbakaou-See, das Bamendjing und das Mapé-Reservoir, sowie weitere kleinere Reservoirs, dienen dabei nicht direkt der Stromerzeugung. Der nationale Energieerzeuger Eneo (ehemals AES Sonel) verwendet diese Stauseen zur Wassermengenregulierung des Sanaga. Dadurch werden die Abflussschwankungen des Sanaga ausgeglichen und die Stromerzeugung der Kraftwerke Edéa und Song Loulou am Unterlauf des Sanaga optimiert, die den nötigen Strom zur Aluminiumherstellung in der Region liefern. Zusätzlich wurde am Lom das Kraftwerk Lom Pangar errichtet, dessen Stausee 6 Mrd. m³ Wasser speichern kann, das aber neben dem Speicherfaktor auch zur Energiegewinnung genutzt wird.